# Сюзанна Реннер
Сюзанна Сабіна Реннер (нім. Susanne Sabine Renner; нар. 5 жовтня 1954, Тюбінген) — німецька ботанікиня та еволюційна біологиня.

## Біологія
Вивчала біологію в Гамбурзькому університеті. Працює професором біології Мюнхенського університету Людвіга Максиміліана, а також директором Мюнхенської ботанічної державної колекції і ботанічного саду Мюнхен-Німфенбург. Одружена з американським орнітологом і екологом Робертом Ріклефсом.

## Вшанування
На честь біологині названо вид геконів Paroedura rennerae (Miralles, Bruy, Crottini, Rakotoarison, Ratsoavina, Scherz, Schmidt, Kohler, Glaw, & Vences, 2021), що поширений на Мадагаскарі.

## Окремі публікації
- Renner, Susanne S. (1993). Phylogeny and classification of the Melastomataceae and Memecylaceae. Nordic Journal of Botany (англ.). 13 (5): 519—540. doi:10.1111/j.1756-1051.1993.tb00096.x. ISSN 1756-1051.
- Renner, Susanne S.; Ricklefs, Robert E. (1995). Dioecy and its correlates in the flowering plants. American Journal of Botany (англ.). 82 (5): 596—606. doi:10.1002/j.1537-2197.1995.tb11504.x. ISSN 1537-2197.
- Chanderbali, Andre S.; van der Werff, Henk; Renner, Susanne S. (2001). Phylogeny and Historical Biogeography of Lauraceae: Evidence from the Chloroplast and Nuclear Genomes. Annals of the Missouri Botanical Garden. 88 (1): 104—134. doi:10.2307/2666133. ISSN 0026-6493. JSTOR 2666133.
- Sebastian, Patrizia; Schaefer, Hanno; Telford, Ian R. H.; Renner, Susanne S. (10 серпня 2010). Cucumber (Cucumis sativus) and melon (C. melo) have numerous wild relatives in Asia and Australia, and the sister species of melon is from Australia. Proceedings of the National Academy of Sciences (англ.). 107 (32): 14269—14273. Bibcode:2010PNAS..10714269S. doi:10.1073/pnas.1005338107. ISSN 0027-8424. PMC 2922565. PMID 20656934.
- Renner, Susanne S. (2014). The relative and absolute frequencies of angiosperm sexual systems: Dioecy, monoecy, gynodioecy, and an updated online database. American Journal of Botany (англ.). 101 (10): 1588—1596. doi:10.3732/ajb.1400196. ISSN 1537-2197. PMID 25326608.